# Eldorado Business Tower
Le Eldorado Business Tower est un gratte-ciel de bureaux du ouest de São Paulo, Brésil. Il a été achevé en 2007 et dispose de 36 étages et 141 mètres. Il est l'un des bâtiments les plus modernes de la ville.